# Reichsgau Kärnten
1939–1945
Entités précédentes :
- Carinthie
 Tyrol
 Banovine de la Drave

Entités suivantes :
- Carinthie
 Tyrol
 République socialiste de Slovénie

Le Reichsgau Kärnten, appelé parfois « Reichsgau de Carinthie », est une circonscription territoriale allemande en Carinthie et au Tyrol oriental (tous deux en Autriche) et en Haute-Carniole en Slovénie. Elle a existé de 1938 à 1945.
Elle était responsable de l'administration de la zone opérationnelle du littoral Adriatique (Operationszone Adriatisches Küstenland - OZAK), annexée de facto.

## Histoire
Le système nazi du Gau a été initialement établi lors d'une conférence du parti NSDAP le 22 mai 1926, afin d'améliorer l'administration de la structure du parti. À partir de 1933, après la prise de pouvoir par les nazis, les Gaue remplacèrent de plus en plus les États allemands comme subdivisions administratives en Allemagne. Le 12 mars 1938, l'Allemagne nazie annexa l'Autriche et le 24 mai, les provinces autrichiennes furent réorganisées et remplacées par sept Gaue du parti nazi En vertu de la loi Ostmarkgesetz du 14 avril 1939, avec effet au 1er mai, les Gaue autrichiens furent élevés au rang de Reichsgaue et leurs Gauleiter furent par la suite également nommés Reichsstatthalters,.
À la tête de chaque Gau se trouvait un Gauleiter, une position qui est devenue de plus en plus puissante, surtout après le début de la Seconde Guerre mondiale. Les Gauleiters locaux étaient chargés de la propagande et de la surveillance et, à partir de septembre 1944, du Volkssturm et de la défense du Gau,.
Le poste de Gauleiter en Carinthie a été initialement occupé par Hubert Klausner de 1938 à 1939. Franz Kutschera a assuré l'intérim de 1939 à 1941, suivi de Friedrich Rainer de 1941 à 1945,.

## Source
- (en) Cet article est partiellement ou en totalité issu de l’article de Wikipédia en anglais intitulé « Reichsgau Kärnten » (voir la liste des auteurs).